# Andreas Follin
Andreas Follin, döpt 2 oktober 1699 i Bjälbo församling, Östergötlands län, död 28 juni 1741 i Åsbo församling, Östergötlands län, var en svensk präst.

## Biografi
Andreas Follin döptes 2 oktober 1699 i Bjälbo församling. Han var son till slottsfogden Andreas Follin och Katarina Månsdotter i Vadstena. Follin blev 1713 student vid Uppsala universitet och 1722 rektor i Skänninge. Han prästvigdes 29 maj 1728 och blev 2 april 1734 kyrkoherde i Åsbo församling. Follin var respondent vid prästmötet 1739. Han avled 28 juni 1741 i Åsbo socken.
Follin gifte sig 1723 med Margareta Kristina Ramclou. Den fick tillsammans barnen Andreas Gustaf (1724–1737), Erik Magnus (1728–1730, Daniel Mårten (född 1730), Erik Magnus (född 1732), Maria Kristina (född 1735) och Beata Magdalena (född 1737). Dottern Maria Kristina gifte sig med hovtrumpetaren Peter Rydberg i Skränge.